# Município de Rudbar
O município de Rudbar (em persa: شهرستان رودبار) é um município da província de Gilã, no Irã. Sua capital é a cidade de Rudbar. Em 2006, a cidade tinha uma população de 11.454.